# Коефіцієнт теплопередачі
Коефіцієнт теплопередачі (рос. коэффициент теплопередачи; англ. heat transfer coefficient; нім. Warmeübertragungskoeffizient m, Wärmeabgabezahl f, Wärmedurchgangszahl f) – кількість теплоти, яка передається через одиницю площі поверхні розділу в одиницю часу за різниці температур між теплоносіями 1 К; характеризує інтенсивність передавання теплоти.